# Bellou
Bellou is een plaats en voormalige gemeente in het Franse departement Calvados in de regio Normandië. De plaats telt 140 inwoners (2004) en maakt deel uit van het arrondissement Lisieux.

## Geschiedenis
Op 1 januari 2016 werd de gemeente opgeheven en opgenomen in de op die dag gevormde commune nouvelle Livarot-Pays-d'Auge.

## Geografie
De oppervlakte van Bellou bedraagt 7,6 km², de bevolkingsdichtheid is 18,4 inwoners per km².

## Demografie
Bellou telde in 1962 228 inwoners; dat aantal liep daarna gestaag terug tot een dieptepunt van 107 in 1982. Daarna steeg het aantal inwoners weer. In 2008 was het aantal terug op 153.
Onderstaande figuur toont het verloop van het inwonertal (bron: INSEE-tellingen).
Vanwege een beveiligingsprobleem met de MediaWiki Graph-software is het momenteel niet mogelijk deze grafiek weer te geven. Zodra de software is bijgewerkt zal de grafiek vanzelf weer zichtbaar worden.

## Manoir de Bellou
Het 'Manoir de Bellou' is een historisch landhuis uit de 15e en 16e eeuw. Het werd in 1923 aangewezen als monument.

## Externe links

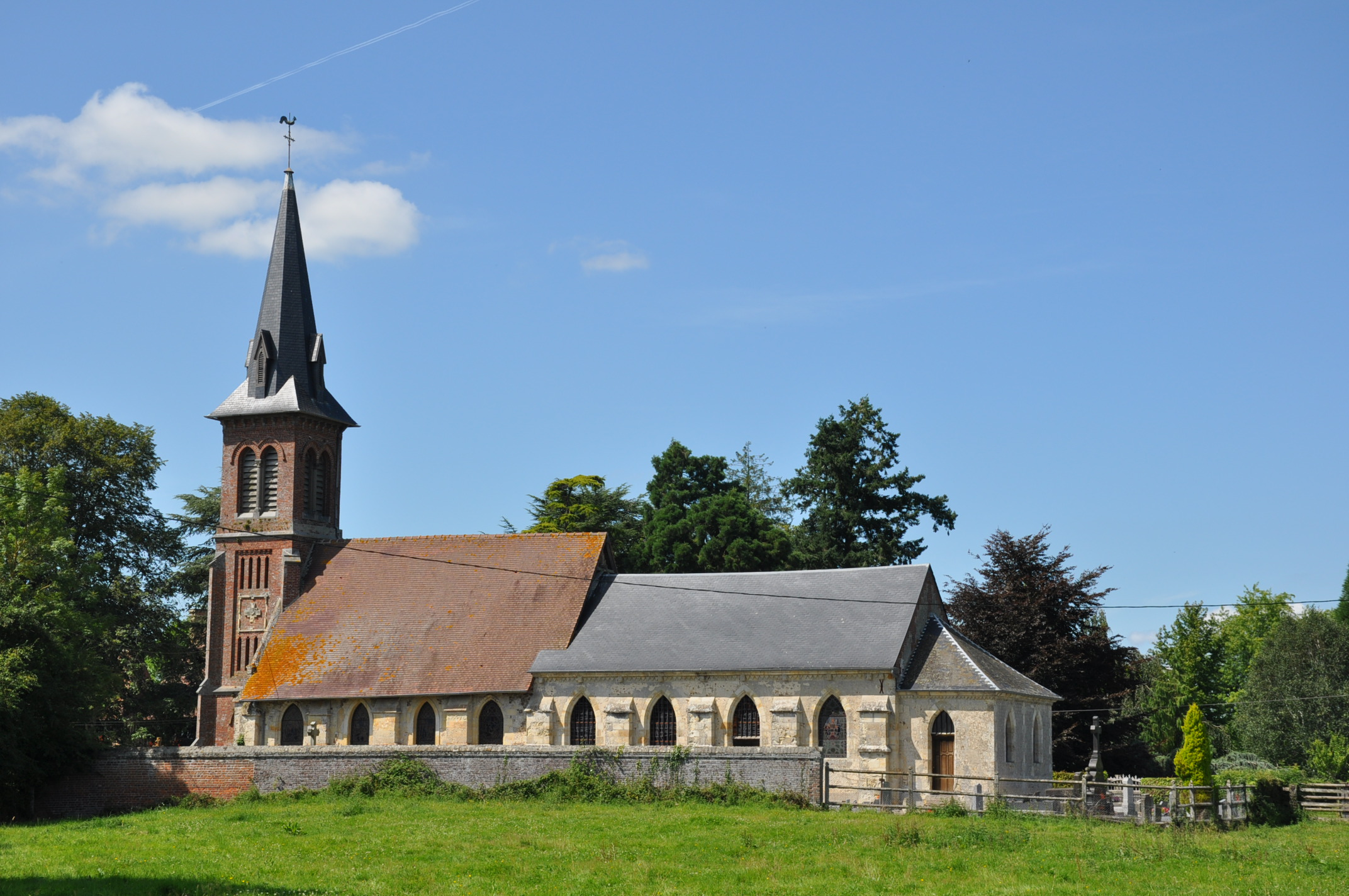
Notre Dame de Bellou
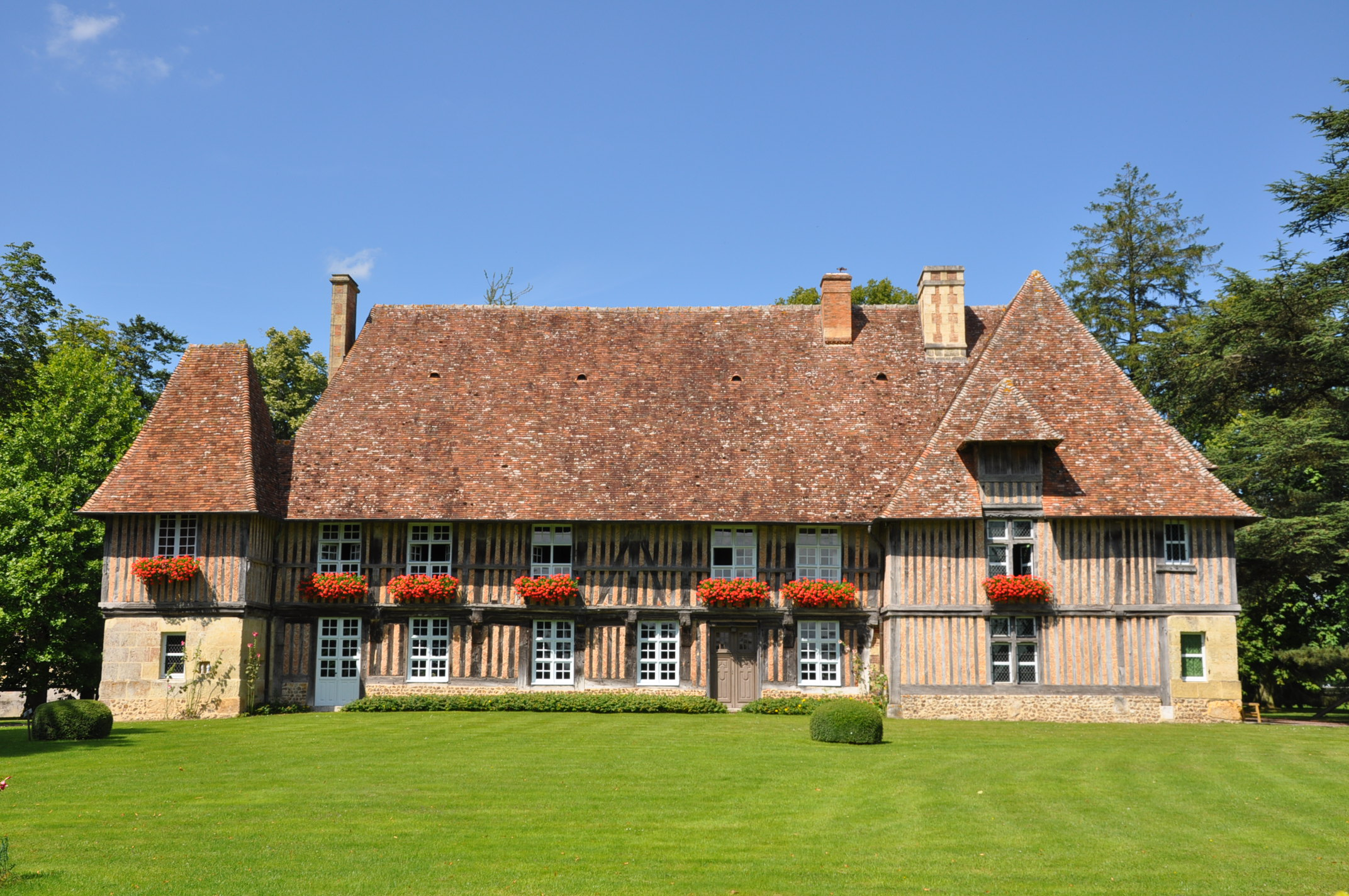
Het Manoir (landhuis) van Bellou